# Привреда Совјетског Савеза
Привреда Совјетског Савеза била је заснована на државном власништву над средствима за производњу, колективној пољопривреди и индустријској производњи. Административно-командни систем управљао је посебним обликом централног планирања. Совјетску економију карактерисала је државна контрола инвестиција, зависност од природних ресурса, несташице (на крају њеног постојања), јавно власништво над индустријским средствима, макроекономска стабилност, занемарљива незапосленост и висока сигурност запослења.
Почев од 1928. године, ток привреде Совјетског Савеза био је вођен низом петогодишњих планова. До 1950-их, Совјетски Савез је брзо еволуирао од углавном аграрног друштва у велику индустријску силу. Његов трансформативни капацитет значио је да је комунизам доследно био привлачан интелектуалцима земаља у развоју у Азији. Импресивне стопе раста током прва три петогодишња плана (1928–1940) су посебно уочљиве с обзиром на то да је овај период скоро у складу са Великом депресијом. Током овог периода, Совјетски Савез је доживео брз индустријски раст, док су други региони патили од кризе. Савет за националну безбедност Сједињених Држава описао је континуирани раст као „доказану способност да се заостале земље брзо провуку кроз кризу модернизације и индустријализације“, а осиромашена основа на којој су петогодишњи планови настојали да се изграде значила је да је у отпочињање операције Барбароса 1941. године, земља је још увек била сиромашна.
Главна снага совјетске економије била је њена огромна залиха нафте и гаса, која је постала много вреднија као извоз након што је светска цена нафте нагло порасла 1970-их. Совјетска економија је у својим последњим деценијама била „у великој мери зависна од огромних природних ресурса – посебно нафте и гаса“. Светске цене нафте су пале 1986. године, што је извршило велики притисак на економију. Након што је Михаил Горбачов постао генерални секретар Комунистичке партије Совјетског Савеза и дошао на власт 1985. године, започео је процес економске либерализације демонтажом командне економије и преласком на мешовиту економију по узору на Лењинову нову економску политику. Приликом свог распада крајем 1991. године, Совјетски Савез је створио Руску Федерацију са растућом гомилом спољног дуга од 66 милијарди долара и са једва неколико милијарди долара нето златних и девизних резерви.
Сложени захтеви модерне привреде донекле су спутавали централне планере. Корупција и петљање са подацима постали су уобичајена пракса међу бирократијом извештавањем о испуњеним циљевима и квотама, чиме је учвршћена криза. Од Стаљиновог доба до раног Брежњевљевог доба, совјетска економија је расла много спорије од Јапана и нешто брже од Сједињених Држава. Нивои БДП-а у 1950. години (у милијардама долара из 1990. године) били су 510 (100%) у Совјетском Савезу, 161 (100%) у Јапану и 1.456 (100%) у Сједињеним Државама. До 1965. године, одговарајуће вредности су биле 1.011 (198%), 587 (365%) и 2.607 (179%). Совјетски Савез се задржао као друга највећа светска економија и по номиналним вредностима и по паритету куповне моћи током Хладног рата, када је привреда Јапана премашила номиналну вредност од 3 трилиона долара.
Релативно мали потрошачки сектор Совјетског Савеза чинио је нешто мање од 60% БДП-а земље 1990. године, док су индустријски и пољопривредни сектор учествовали са 22% и 20% респективно у 1991. Пољопривреда је била доминантно занимање у Совјетском Савезу пре масовне индустријализације под Совјетским Савезом генерални секретар Јосиф Стаљин. Услужни сектор је био од мале важности у Совјетском Савезу, са већином радне снаге запослене у индустријском сектору. Радна снага је износила 152,3 милиона људи. Главни индустријски производи укључивали су нафту, челик, моторна возила, ваздухопловство, телекомуникације, хемикалије, електронику, прераду хране, дрвну грађу, рударство и одбрамбену индустрију. Иако је његов БДП прешао 1 трилион долара 1970-их и 2 милијарди долара 1980-их, ефекти централног планирања су прогресивно искривљени због брзог раста друге економије у Совјетском Савезу.

## Планирање
На основу система државног власништва, совјетском привредом управљали су Госплан (Државна планска комисија), Госбанк (Државна банка) и Госнаб (Државна комисија за набавку материјала и опреме). Почев од 1928. године, привреда је усмеравана низом петогодишњих планова, са кратким покушајем седмогодишњег планирања. За свако предузеће, министарства за планирање (такође позната као „држаоци фондова“) су дефинисала мешавину економских инпута (нпр. рад и сировине), распоред за завршетак, све велепродајне цене и скоро све малопродајне цене. Процес планирања се заснивао на материјалним билансима—уравнотежавању економских инпута са планираним циљевима производње за период планирања. Од 1930. до краја 1950-их, опсег математике која се користила за помоћ при доношењу економских одлука био је, из идеолошких разлога, крајње ограничен. У целини, планови су били преоптимистични и оптерећени фалсификованим извештавањем.
Индустрија је дуго била концентрисана након 1928. године на производњу капиталних добара кроз металургију, производњу машина и хемијску индустрију. У совјетској терминологији, добра су била позната као капитал. Овај нагласак је био заснован на уоченој неопходности за веома брзу индустријализацију и модернизацију Совјетског Савеза. После смрти Јосифа Стаљина 1953. године, роба широке потрошње (роба групе Б) добила је нешто већи нагласак захваљујући напорима Георгија Маљенкова. Међутим, када је Никита Хрушчов учврстио своју власт сменом Маљенкова, једна од оптужби на његов рачун била је да је дозволио „теоретски некоректно и политички штетно супротстављање стопи развоја тешке индустрије у корист стопе развоја лаке и прехрамбене индустрије“. Од 1955. године приоритет је поново дат капиталним добрима, што је изражено у одлукама 20. Конгреса Комунистичке партије Совјетског Савеза (КПСС) 1956. године.
Економиста Наум Јасни каже да су многе званичне статистике тачно приказане:
Чињеница је да најважнији званични општи индекси привредног развоја – национални доходак, индустријска производња, реални приходи надничара и сељака, продуктивност рада и трошкови производње у индустрији – имају, у дужем временском периоду... ништа заједничко са стварношћу.
Већина информација у совјетској економији ишла је одозго надоле. Постојало је неколико механизама за произвођаче и потрошаче да дају улазне податке и информације које би помогле у изради економских планова (као што је детаљно описано у наставку), али политичка клима је била таква да је мало људи икада дало негативан допринос или критику плана и на тај начин Совјетски планери су имали врло мало поузданих повратних информација које су могли користити да одреде успех својих планова. То је значило да се економско планирање често радило на основу погрешних или застарелих информација, посебно у секторима са великим бројем потрошача. Као резултат тога, нека роба је имала тенденцију да буде недовољно произведена и довела је до несташица, док је друга роба била превише произведена и акумулирана у складишту. Руководиоци нижег нивоа често нису пријављивали такве проблеме својим надређенима, ослањајући се уместо тога једни на друге за подршку. Неке фабрике су развиле систем трампе и или размењивале или делиле сировине и делове без знања надлежних и ван параметара економског плана.
Тешка индустрија је увек била у фокусу совјетске привреде чак иу каснијим годинама. Чињеница да је добила посебну пажњу планера, у комбинацији са чињеницом да је индустријску производњу било релативно лако планирати чак и без ситних повратних информација, довела је до значајног раста у том сектору. Совјетски Савез је постао једна од водећих индустријских држава света. Индустријска производња је била несразмерно висока у Совјетском Савезу у поређењу са западним економијама. До 60-их година потрошња калорија по особи у Совјетском Савезу била је на нивоу сличном као у Сједињеним Државама. Међутим, производња робе широке потрошње била је несразмерно ниска. Економски планери су уложили мало напора да утврде жеље потрошача у домаћинству, што је резултирало великим несташицама многих потрошачких добара. Кад год би ова роба широке потрошње постала доступна на тржишту, потрошачи су рутински морали да стоје у дугим редовима (редовима) да их купе. Развило се црно тржиште за робу као што су цигарете које су биле посебно тражене, али је константно недовољно произведено. Људи су развијали јединствене друштвене „мреже услуга“ између људи који су имали приступ траженој роби (на пример, радећи у одређеним продавницама или фабрикама).

### Израда петогодишњих планова
Под надзором Јосифа Стаљина, сложен систем планских аранжмана развио се од увођења првог петогодишњег плана 1928. године. Све до краја 1980-их и почетком 1990-их, када су економске реформе које је подржао совјетски лидер Михаил Горбачов унеле значајне промене у традиционални систем, расподелу ресурса је усмеравао апарат за планирање, а не кроз међусобну игру тржишних сила.
Од Стаљинове ере до краја 1980-их, петогодишњи план је интегрисао планирање кратког домета у дужи временски оквир. Он је оцртао главни правац економског развоја земље и прецизирао начин на који би економија могла да испуни жељене циљеве Комунистичке партије Совјетског Савеза. Иако је петогодишњи план усвојен као закон, он је садржао низ смерница, а не сет директних наредби.
Периоди обухваћени петогодишњим плановима поклапали су се са периодима који су обухваћени скуповима Партијског конгреса КПСС. На сваком конгресу КПСС партијско руководство је представљало циљеве за наредни петогодишњи план, па је сваки план имао одобрење најауторитативнијег органа водеће политичке институције земље.
Централни комитет КПСС, а тачније његов Политбиро, поставио је основне смернице за планирање. Политбиро је одредио општи правац привреде путем контролних цифара (прелиминарних циљева плана), великих инвестиционих пројеката (стварање капацитета) и опште економске политике. Ове смернице су поднете као извештај Централног комитета Конгресу КПСС да би тамо биле одобрене. Након усвајања на Конгресу, листу приоритета за петогодишњи план обрадио је Савет министара, који је чинио Владу Совјетског Савеза. Веће министара се састојало од министара индустрије, председника разних државних комитета и председавајућих агенција са статусом министра. Овај комитет је стајао на врху огромне економске администрације, укључујући државни плански апарат, индустријска министарства, трустове (средњи ниво између министарстава и предузећа) и коначно државна предузећа. Савјет министара је разрадио циљеве плана Политбироа и послао их Госплану, који је прикупио податке о испуњењу плана.
Комбинујући широке циљеве које је поставио Савет министара са подацима нижих административних нивоа о тренутном стању привреде, Госплан је путем покушаја и грешака разрадио сет прелиминарних планских циљева. Међу више од двадесет државних одбора, Госплан је био на челу владиног планског апарата и био је далеко најважнија агенција у економској администрацији. Задатак планера је био да уравнотеже ресурсе и захтеве како би осигурали да су неопходни инпути обезбеђени за планирани резултат. Сам апарат за планирање био је огроман организациони аранжман који се састојао од савета, комисија, владиних службеника, стручњака и тако даље задужених за спровођење и праћење економске политике.
Државна агенција за планирање била је подељена на сопствена индустријска одељења, као што су угаљ, гвожђе и машиноградња. Такође је имао резиме одељења као што су финансије, која су се бавила питањима која су прелазила функционалне границе. Са изузетком кратког експеримента са регионалним планирањем током Хрушчовљеве ере 1950-их, совјетско планирање је рађено на секторској основи, а не на регионалној основи. Одељења државне агенције за планирање помогли су агенцији да изради комплетан сет планских циљева заједно са захтевима за унос, процес који укључује преговарање између министарстава и њихових надређених. Економска министарства су имала кључну улогу у совјетској организационој структури. Када је Госплан утврдио циљеве планирања, привредна министарства су израђивала планове у оквиру својих надлежности и достављала планске податке подређеним предузећима. Подаци о планирању су послани наниже кроз хијерархију планирања за прогресивно детаљнију разраду. Министарство је добило своје контролне циљеве, који су затим разврстани по огранцима унутар министарства, затим по нижим јединицама, на крају све док свако предузеће није добило своје контролне бројке (производне циљеве).
Предузећа су била позвана да се развију у завршном периоду државног планирања крајем 1980-их и почетком 1990-их (иако је такво учешће било углавном ограничено на печатирање припремљених изјава током великих унапред припремљених састанака). Нацрти планова предузећа су затим послати назад преко министарстава за планирање на преглед. Овај процес је подразумевао интензивно преговарање, при чему су све стране тражиле циљне нивое и улазне бројке које најбоље одговарају њиховим интересима.
Након овог процеса преговарања, Госплан је примио ревидиране процене и поново их агрегирао како му је одговарало. Прерађени план је затим послат Вијећу министара и партијском Политбироу и Секретаријату Централног комитета на одобрење. Савет министара је поднео план Врховном совјету Совјетског Савеза, а Централни комитет је поднео план партијском конгресу, оба на одобрење. До тада је процес био завршен и план је постао закон.
Након прегледа, ревизије и усвајања петогодишњег плана уследио је још један силазни ток информација, овог пута са измењеним и коначним плановима који садрже специфичне циљеве за сваки сектор привреде. Имплементација је почела у овом тренутку и углавном је била одговорност менаџера предузећа.
Државни државни буџет припремило је Министарство финансија Совјетског Савеза у преговорима са својим свесавезним локалним организацијама. Ако је Совјетски Савез прихватио државни буџет, онда је био усвојен.
Према бројним научницима унутар и изван СССР-а, управо је економско планирање совјетског типа у комбинацији са политичким догматизмом довело до постепене деградације совјетске економије и њеног колапса.

## Пољопривреда
У СССР-у, пољопривреда је била организована у систем колективних фарми (колхози) и државних фарми (совхози). Ове фарме су колективизоване и распоређене међу сељаштвом, а годишње квоте производње су одређивали администратори. Пре Стаљина, совјетска пољопривреда је држала своје. Подаци из 1920-их указују на позитиван одговор понуде на повећање услова трговине. Пољопривредници су повећали продају житарица у урбаним срединама када је цена жита порасла. Међутим, у то време, пољопривредна производња је била ограничена технологијом, пошто се цела совјетска пољопривреда у великој мери ослањала на орање на погон животињама. Током 1930-их, због масовне глади и угинућа животиња, број преосталих животиња које раде на фарми смањен је за половину. Ово је указивало на огромну потребу за додатним производним капацитетима, за које су администратори предвидели да би их могли снабдевати механички комбајни. Планирање совјетског руководства наглашавало је механичку пољопривредну индустрију, при чему су се технологија и идеологија сусрели да би створили пољопривредну индустрију у процвату. На овај начин, технолошка еволуција совјетске пољопривредне производње могла би се повезати са урбаном индустријом. Ипак, у стварности, совјетски планери су били више уложени у индустрију него у пољопривреднике, а совјетска пољопривредна индустрија је због тога страдала.
Стаљинов први петогодишњи план (1929—1933) био је колосалан неуспех. Совјетска популација је опала након 1933. године, а до 1936. године ће бити скроман раст. Бројке сугеришу јаз од око 15 милиона људи између предвиђене популације и оних који су преживели петогодишњи план. Системска неефикасност је мучила совјетску пољопривреду, као што су застарела технологија, расипање ресурса горива и депресација капитала. Ова неефикасност зачепила је совјетску пољопривредну машину и смањила производњу. Поред тога, клима је у великој мери утицала на совјетску пољопривредну производњу. Многи региони широм СССР-а имали су мало падавина, кратке сезоне раста, ниске температуре и опште екстреме који нису били погодни за оптималну пољопривредну производњу. Ово је било штетно за пољопривредну производњу и спречило минимизирање трошкова. Када су жетве биле испод производних квота због изненадног мраза или дуге суше, совјетска производња није могла да надокнади разлику. Сходно томе, када пољопривреда није производила како је обећано, неки сељаци су одбили да раде због страха од гладовања. Међутим, пошто су совјетске фарме биле колективизоване, није било могуће толерисати индивидуалне притужбе да би друштвени систем успео. Као резултат тога, сељаци који нису били вољни да се придруже колхозима били су протерани са своје земље, која је потом прерасподела другим сељацима.
После претходних пољопривредних неуспеха, Хрушчов је напустио Стаљинов пољопривредни модел. Уместо тога, он је упоредно посматрао америчку пољопривреду преко совјетских посматрача. Приметио је да је америчка пољопривреда цветала због своје специјализације и међузависности од других фармера за добра и услуге. Слично томе, совјетске фарме су могле да се специјализују за усеве који су најпогоднији за узгој у њиховом региону, а вишак би могао да се транспортује широм СССР-а да би се задовољиле квоте и дистрибуирале људима којима је потребна храна. Сам Хрушчов је имао тенденцију да предлаже своје омиљене усеве као што је кукуруз за сејаче. Упарена са потребом да се механизована пољопривреда прозелитизира у оближње земље, Хрушчовљева администрација је започела кампању за оптимистичну будућност механизоване совјетске пољопривреде. Међутим, Хрушчов није могао да испуни своја обећања, што је допринело његовој непопуларности која је кулминирала његовим уклањањем са власти.
Након Хрушчовљевог руководства, наслеђе совјетске пољопривреде је било дефинисано крпењем које је покушавало да поправи грешке претходних администрација. Жетве усева, трактори, ђубриво и капитална улагања су се повећавали од 1955. године. До 1965. производња совјетских радника се повећавала, али и даље знатно испод просека за развијену земљу. Проблеми као што су недостатак образованих радника, засићеност неквалификованим радницима и послови које је технологија застарела, као и слабо обучени и образовани фармери довели су до повећања трошкова и смањивања производње. Ова питања су спречила Совјетски Савез да произведе довољно хране, јер је недостатак администрације и управљања довео до лошег управљања фармама и смањене продуктивности радника. Од 1972. до 1986. Совјетски Савез није успео да произведе више пшенице од западноевропског просека. Овај неуспех у производњи резултирао је присилним совјетским увозом хране. Између 1961. и 1985. совјетски увоз хране од страних произвођача коштао је укупно скоро 240 милијарди долара. Корен овог трошка може се идентификовати у неефикасности совјетског пољопривредног сектора, као што је недостатак радника, заостајање у технологији или природни фактори као што су суша или мраз. Иако је Совјетски Савез имао за циљ оснивање механизованог пољопривредног гиганта, недостаци совјетске пољопривреде од почетка су овај сектор заостајали за другим земљама. Совјетска пољопривреда је била неспособна да испуни основне захтеве и очекивања потрошача, што је захтевало промену политике која је кулминирала распадом Совјетског Савеза 1991. године.

## Спољна трговина и валута
У великој мери самодовољан, Совјетски Савез је мало трговао у поређењу са својом економском снагом. Међутим, трговина са некомунистичким земљама порасла је 1970-их, пошто је влада настојала да надокнади недостатке у домаћој производњи увозом.
Углавном су се извозила горива, метали и дрво. Увозиле су се машине, роба широке потрошње, а понекад и жито. Током 1980-их, трговина са земљама чланицама Савета за међусобну економску помоћ чинила је око половину обима трговине земље.
Совјетска валута (рубља) је била неконвертибилна након 1932. године (када је обустављена трговина златним конвертибилним црвеницима, коју је Лењин увео у годинама Нове економске политике) до краја 1980-их. Било је немогуће (како за грађане, тако и за државна предузећа) слободно куповати или продавати девизе иако је „курс“ био утврђен и редовно објављиван. Куповина или продаја девиза на црном тржишту била је озбиљан злочин до краја 1980-их. Појединци који су били плаћени из иностранства (на пример, писци чије су књиге објављене у иностранству) обично су морали да потроше своју валуту у ланцу државних Бериозка („Брезка“) продавница само у страној валути. Када је дозвољена слободна конверзија валуте, курс је пао са својих званичних вредности за скоро 10 пута.
Све у свему, банкарски систем је био високо централизован и потпуно контролисан од стране једне Госбанке у државном власништву, реагујући на испуњавање владиних економских планова. Совјетске банке су давале краткорочне кредите државним предузећима.

## Облици својине
У Совјетском Савезу постојала су два основна облика својине: индивидуална и колективна својина. Оне су се веома разликовале по свом садржају и правном статусу. Према комунистичкој теорији, капитал (средство за производњу) не би требало да буде у индивидуалном власништву, уз извесне занемарљиве изузетке. Конкретно, након завршетка кратког периода Нове економске политике и завршене колективизације, сва индустријска својина и практично сва земља били су колективни.
Земљиште у сеоским срединама било је додељивано за становање и нешто за пољопривреду, на које су лица имала одређена права, али није била њихова својина у потпуности. Конкретно, у колхозима и совхозима постојала је пракса да се индивидуалне пољопривредне парцеле смењују са колективним парцелама. То је резултирало ситуацијама у којима би људи поправљали, обрађивали и обрађивали своје парцеле пажљиво, прилагођавајући их малој пољопривреди, а за 5-7 година те парцеле би биле замењене за колхозне, обично са исцрпљеном земљом због интензивне, велике пољопривреде. Постојао је изузетно мали број преосталих индивидуалних имања (хутора; хутор), смештених у изолованим руралним областима у балтичким државама, Украјини, Сибиру и козачким земљама.
Да би се даље разликовали „капиталистички“ и „социјалистички“ тип власништва над имовином, призната су два различита облика индивидуалне својине: приватна својина и лична својина. Први је обухватао капитал (средства за производњу), док је други описивао све остало у поседу особе.
Постојало је више облика колективне својине, од којих су најзначајнији државна, колхозна и задружна имовина. Најчешћи облици задружне својине су биле стамбене задруге у урбаним срединама, потрошачке задруге и сеоска потрошачка друштва.

## Историја
И Руска Совјетска Федеративна Социјалистичка Република и касније Совјетски Савез биле су земље у процесу индустријализације. За обоје, овај развој се одвијао споро и са ниске почетне тачке. Због Првог светског рата (1914–1918), Руске револуције 1917. и Руског грађанског рата који је уследио (1917–1922), индустријска производња је једва успела да поврати ниво из 1913. до 1926. године. До тада је око 18% становништва живело у не-руралним подручјима, иако је само око 7,5% било запослено у непољопривредном сектору. Остатак је остао заглављен у нископродуктивној пољопривреди.
Дејвид А. Дајкер види Совјетски Савез око 1930. године као на неки начин типичну земљу у развоју, коју карактеришу ниске капиталне инвестиције и са већином становништва које живи на селу. Део разлога за ниске стопе улагања лежао је у немогућности стицања капитала из иностранства. То је заузврат било резултат одбацивања дугова Руског царства од стране бољшевика 1918. године, као и финансијских невоља широм света. Сходно томе, сваки вид привредног раста морао је да се финансира домаћом штедњом.
Економске проблеме у пољопривреди додатно су погоршали природни услови, као што су дуге хладне зиме широм земље, суше на југу и кисело земљиште на северу. Међутим, према Дајкеру, совјетска привреда је имала „изузетно добар“ потенцијал у области вађења сировина и минерала, на пример на нафтним пољима у Закавказју, и то је, заједно са малом али растућом производном базом, помогло совјетској Унија избегава било какву врсту проблема платног биланса.
Почетком 1921. бољшевицима је постало очигледно да је присилна реквизиција жита резултирала ниском пољопривредном производњом и широким отпором. Као резултат тога, Лењин и Политбиро су донели одлуку да покушају са алтернативним приступом. Такозвана нова економска политика (НЕП) одобрена је на 10. конгресу Руске комунистичке партије (бољшевика).
Све осим „командних висина“, како је то рекао Лењин, привреде би било приватизовано. Командне висине су између осталог укључивале спољну трговину, тешку индустрију, комуникације и транспорт. У пракси је ово ограничило приватни сектор на занатску и пољопривредну производњу/трговину. НЕП је наишао на снажан отпор унутар бољшевичке партије. Лењин је морао да убеђује комунистичке скептике да је „државни капитализам“ неопходан корак у остварењу комунизма, док је и сам гајио сумње да би ту политику могли злоупотребити приватни бизнисмени („НЕПмен“).
Како је, између осталих, приметио романописац Андреј Платонов, побољшања су била тренутна. Карте и редови, који су постали обележја ратног комунизма, нестали су. Међутим, због дуготрајног рата, ниске жетве и неколико природних катастрофа совјетска привреда је и даље била у проблемима, посебно њен пољопривредни сектор. Године 1921. избила је велика глад у области Волга-Урал. Совјетска влада је променила свој претходни курс и дозволила међународној помоћи да стигне из иностранства, и основала је посебан комитет којим су председавали и истакнути комунисти и некомунисти. Упркос томе, процењује се да је око пет милиона људи умрло од глади.

### Стаљинизам
Почевши од 1928. године, петогодишњи планови су започели изградњу тешке индустријске базе у једној неразвијеној економији без чекања годинама да се капитал акумулира кроз експанзију лаке индустрије и без ослањања на спољно финансирање. Нова економска политика је брзо напуштена и замењена стаљинизмом. Земља је сада постала индустријализована до тада невиђеним темпом, надмашивши темпо индустријализације Немачке у 19. веку и Јапан раније у 20. веку.
Након што је завршена реконструкција привреде услед разарања изазваних Руским грађанским ратом и испуњења почетних планова даље индустријализације, експлозивни раст је успорен све до периода Брежњевљевске стагнације 1970-их и 1980-их.
Индустријализација је дошла са проширењем медицинских услуга, што је побољшало продуктивност рада. Вођене су кампање против тифуса, колере и маларије; број лекара је растао онолико брзо колико су то дозвољавали објекти и обука; а стопе смртности и морталитета новорођенчади су се стално смањивале.
С обзиром на стопе раста, економско планирање је било веома добро током раних и средином 1930-их, мобилизације из периода Другог светског рата, и током прве две деценије послератне ере. Совјетски Савез је постао водећи светски произвођач нафте, угља, гвоздене руде и цемента; манган, злато, природни гас и други минерали су такође били од великог значаја. Међутим, информације о совјетској глади 1932–1933 су совјетске власти потискивале све до перестројке.
Према неким проценама, 1933. стварне зараде радника су пале за више од 11,4% у односу на ниво из 1926. године, иако је потребно прилагођавање због елиминације незапослености и погодности на послу (као што су јефтини оброци). Обични и политички затвореници у радним логорима били су приморани да раде неплаћени рад, а комунисти и комсомолци су често били „мобилисани“ за разне грађевинске пројекте. Немачка инвазија у Другом светском рату нанела је казнене ударце економији Совјетског Савеза, при чему је совјетски БДП пао за 34% између 1940. и 1942. године. Индустријска производња се није опоравила на ниво из 1940. скоро деценију.
Године 1961. издата је нова деноминирана совјетска рубља. Одржала је девизни паритет са фунтом стерлинга све до распада Совјетског Савеза 1991. Након што је на власт дошло ново руководство, на челу са Леонидом Брежњевом, учињени су покушаји да се економија ревитализује кроз економске реформе. Почевши од 1965. године, предузећа и организације су принуђени да се ослањају на економске методе профитабилне производње, а не да следе наредбе државне администрације. До 1970. године, совјетска економија је достигла свој зенит и процењена је на 60 процената величине Сједињених Држава у смислу процењених роба (као што су челик и угаљ). Године 1989. званични БДП Совјетског Савеза био је 2.500 милијарди долара док је БДП Сједињених Држава био 4.862 милијарде долара са цифрама прихода по глави становника од 8.700 и 19.800 долара респективно.
Вредност свих потрошачких добара произведених 1972. године у малопродајним ценама износила је око 118 милијарди рубаља (530 милијарди долара). Ера стагнације средином 1970-их била је покренута Никсоновим шоком и погоршана ратом у Авганистану 1979. године и довела до периода економског застоја између 1979. и 1985. године. БДП на истом нивоу током прве половине 1980-их. Совјетска планска економија није била структурисана да адекватно одговори на захтеве сложене модерне економије којој је помогла да се створи. Огромне количине произведене робе често нису задовољавале потребе или укусе потрошача.
Обим одлука са којима се суочавају планери у Москви постао је огроман. Незграпне процедуре за бирократску администрацију онемогућиле су слободну комуникацију и флексибилан одговор који је потребан на нивоу предузећа за суочавање са отуђењем радника, иновацијама, купцима и добављачима. Током 1975–1985, корупција и петљање са подацима постали су уобичајена пракса међу бирократијом да се извештава о испуњеним циљевима и квотама, чиме се учврстила криза. У исто време, ефекти централног планирања су прогресивно искривљени услед брзог раста друге економије у Совјетском Савезу.
Док су све модернизоване привреде брзо прелазиле на компјутеризацију после 1965. године, Совјетски Савез је све више заостајао. Одлука Москве да копира ИБМ 360 из 1965. показала се одлучујућом грешком, јер је научнике закључала у застарели систем који нису могли да побољшају. Имали су огромне потешкоће у производњи потребних чипова поуздано и у количини, у програмирању изводљивих и ефикасних програма, у координацији потпуно одвојених операција и у пружању подршке корисницима рачунара.
Једна од највећих снага совјетске економије биле су њене огромне залихе нафте и гаса; светске цене нафте су се учетворостручиле у периоду 1973–1974 и поново порасле 1979–1981, што је енергетски сектор учинило главним покретачем совјетске економије и коришћено је за покривање вишеструких слабости. У једном тренутку, совјетски премијер Алексеј Косигин рекао је шефу производње нафте и гаса да су „ствари лоше са хлебом. Дајте ми 3 милиона тона [нафте] преко плана“.
Године 2007, економиста и бивши премијер Јегор Гајдар је написао следеће о осврћући се на ове три деценије:
Тврда валута од извоза нафте зауставила је растућу кризу снабдевања храном, повећала увоз опреме и робе широке потрошње, обезбедила финансијску основу за трку у наоружању и постизање нуклеарног паритета са Сједињеним Државама и омогућила реализацију тако ризичних иностраних послова и политичке акције попут рата у Авганистану.
Свест о растућој кризи првобитно је настала унутар КГБ-а који је са својом широком мрежом доушника у сваком региону и институцији имао прст на пулсу нације. Јуриј Андропов, директор КГБ-а, створио је тајно одељење током 1970-их у оквиру КГБ-а посвећено економској анализи и када је наследио Брежњева 1982. Међутим, Андроповљев лек повећане дисциплине показао се неефикасним. Тек када је Андроповљев штићеник Горбачов преузео власт, предузет је одлучан, али на крају неуспешан напад на економску кризу.
Вредност свих потрошачких добара произведених 1990. године у малопродајним ценама износила је око 459 милијарди рубаља (2,1 трилион долара). Према проценама ЦИА, до 1989. величина совјетске економије била је отприлике упола мања од америчке.

## Поређење са другим економијама
|      | Русија/СССР | САД    | Западна Европа | Русија/СССР као % Сједињених Држава | Русија/СССР као % Западне Европе |
| ---- | ----------- | ------ | -------------- | ----------------------------------- | -------------------------------- |
| 1820 | 689         | 1,257  | 1,232          | 55                                  | 56                               |
| 1870 | 943         | 2,445  | 1,974          | 39                                  | 48                               |
| 1913 | 1,488       | 5,301  | 3,473          | 28                                  | 43                               |
| 1950 | 2,834       | 9,561  | 4,594          | 30                                  | 62                               |
| 1973 | 6,058       | 16,689 | 11,534         | 36                                  | 53                               |
| 1990 | 6,871       | 23,214 | 15,988         | 30                                  | 43                               |

| Држава               | 1890   | 1900   | 1913   | 1925   | 1938   |
| -------------------- | ------ | ------ | ------ | ------ | ------ |
| Русија/СССР          | 21,180 | 32,000 | 52,420 | 32,600 | 75,964 |
| Немачка              | 26,454 | 35,800 | 49,760 | 45,002 | 77,178 |
| Уједињено Краљевство | 29,441 | 36,273 | 44,074 | 43,700 | 56,102 |
| Француска            | 19,758 | 23,500 | 27,401 | 36,262 | 39,284 |

|                                   | СССР        | САД         |
| --------------------------------- | ----------- | ----------- |
| БДП (1989; милион $)              | 2,659,500   | 5,233,300   |
| Становништво (јул 1990)           | 290,938,469 | 250,410,000 |
| БДП по глави становника (БНП) ($) | 9,211       | 21,082      |
| Радна снага (1989)                | 152,300,000 | 125,557,000 |

- БДП по глави становника Совјетског Савеза[33]
- БДП по глави становника Совјетског Савеза и других земаља у односу на Сједињене Државе'[34]
- БДП по глави становника Републике Совјетског Савеза након распада Совјетског Савеза[35]